# 河方かおる
河方 かおる（かわかた かおる）は、日本の女性漫画家、東京都出身。『TVジャッカー』（週刊少年マガジン）でデビュー。

## 概要
デビュー前は少女漫画の連載を目指していたが、少女漫画雑誌の出版社へ作品を持ち込んだ際、原稿に目を通した編集から「少年漫画っぽい」と言われたのをきっかけに週刊少年マガジンで連載することとなった。かつてはホームページを運営していたが、閉鎖された現在はツイッターで活動している。

## 主な作品リスト
- 連載作品
  - TVジャッカー（全3巻）週刊少年マガジン連載
  - もっとGOODキッス!（全20巻）マガジンSPECIAL連載
  - GOOD KISS! Version2.0（全6巻）マガジンSPECIAL1997年7号 - 1999年9号
  - OPEN SESAME（全20巻）マガジンSPECIAL2000年No.9 - 2008年No.5
  - マリア×マリア（全7巻） マガジンSPECIAL2011年No.3 - 2014年No.4
- 読み切り作品
  - Candid・Boy 週刊少年マガジン90年39号掲載
  - アミーゴ・GIANTS 「週刊少年マガジン」99年18号掲載
  - パラレル・ミステリー 「週刊少年マガジン」99年43号掲載
  - LOVEゲーム 「週刊少年マガジン」2000年41号掲載
  - D.C. ～ダ・カーポ～ 「少年エース増刊桃組2002.Autumn」掲載（角川書店）